# Botafora

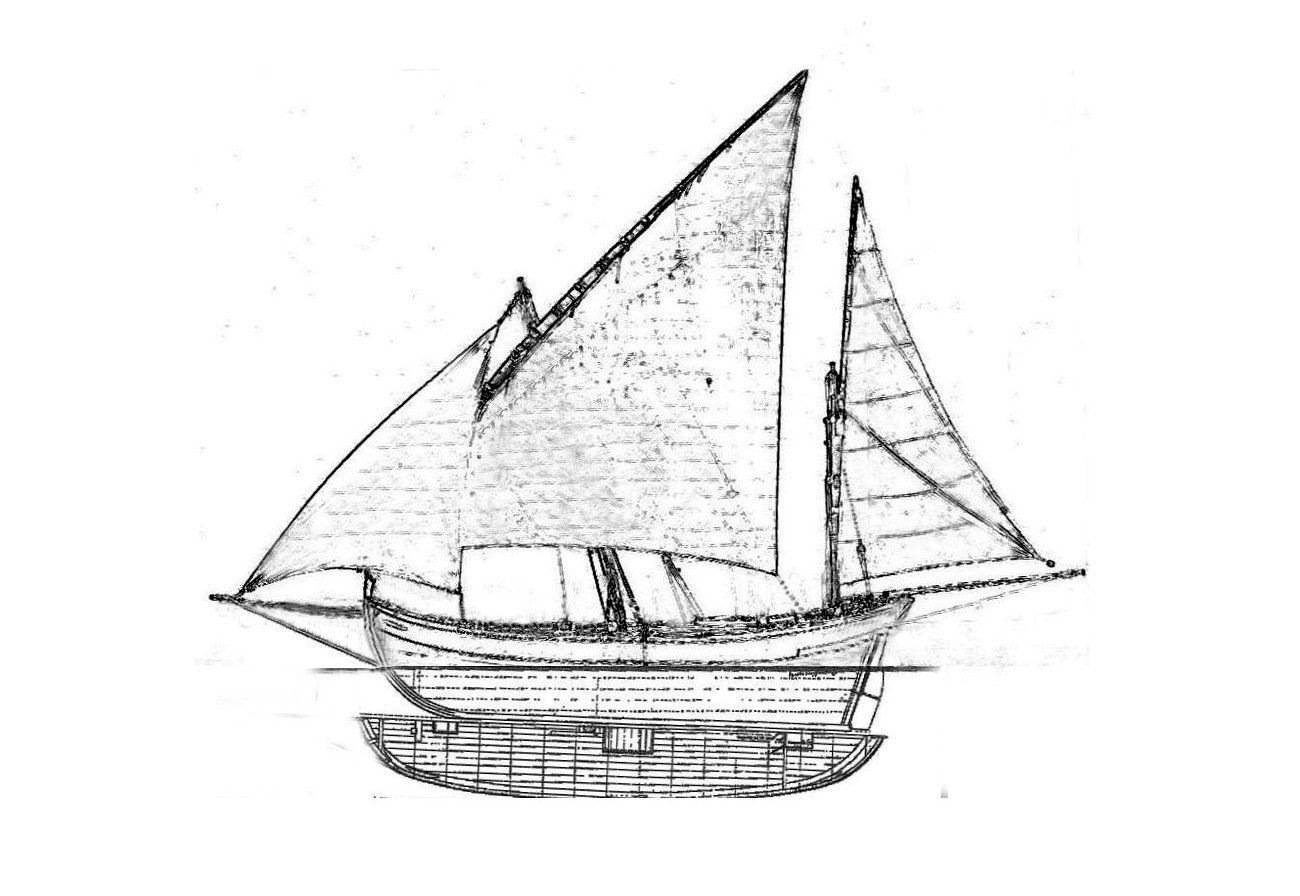
Dibuix d’una barca de mitjana. Amb la vela de mitjana, el botafora i l'escota

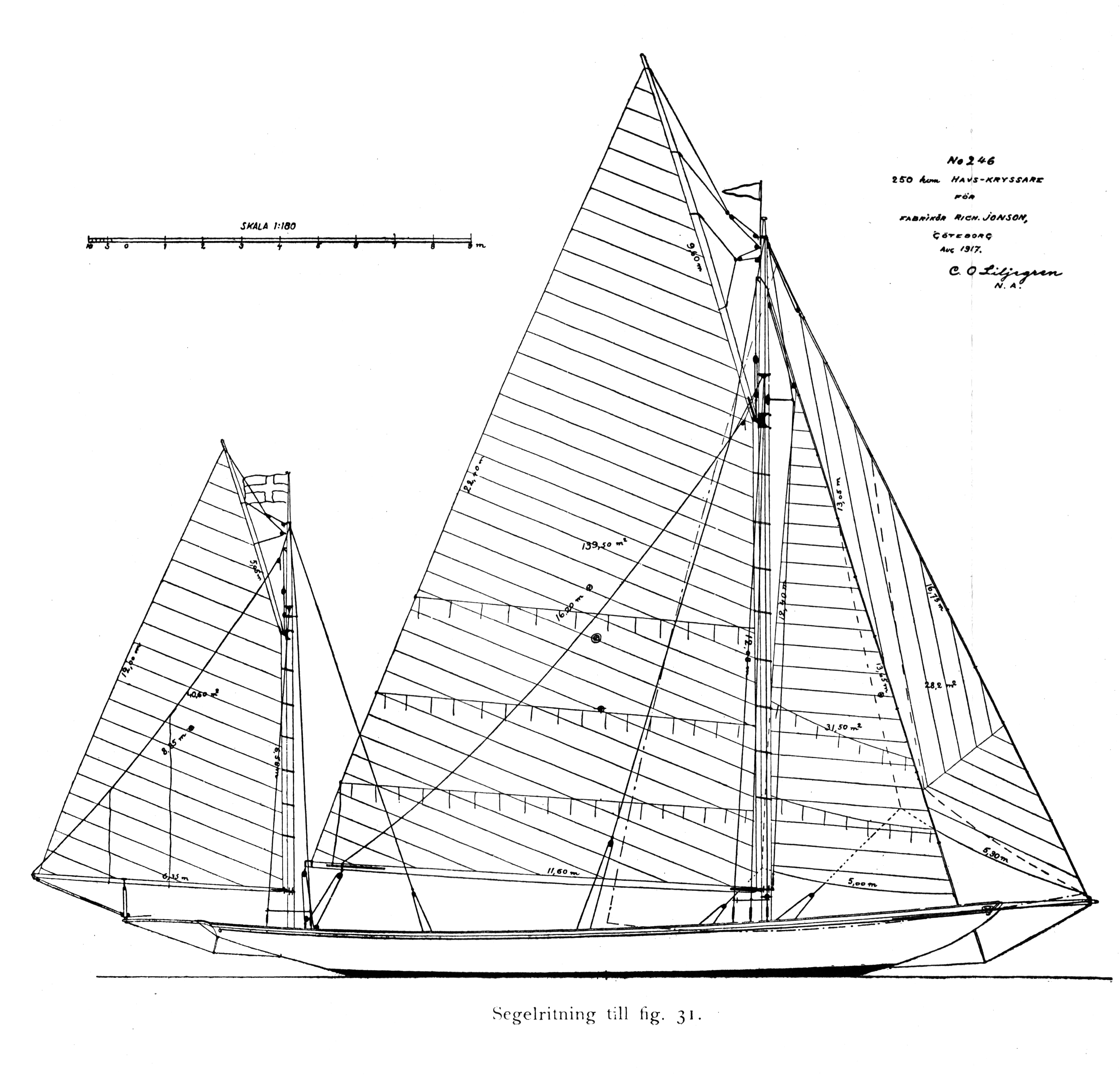
Dibuix d’un iol de 1917. Amb mitjana, escota i botafora

En velers amb arbre de mitjana situat molt a popa, el botafora és una perxa que sobresurt per la popa i permet caçar l'escota amb un angle adequat. En aquest sentit, el botafora és una mena de botaló de popa.
Un cas concret de botafora (“caza-escota” en castellà) d’una barca de mitjana famosa (“falucho guardacostas Plutón”) fou esmentat pel seu capità: Riudavets i Tudury, traductor d’una obra de construcció de veles i que el va afegir a la traducció.